# Шайда Віктор Васильович
Віктор Васильович Шайда (народився 28 грудня 1974 смт. Стара Синява Хмельницької області) — український співак і громадський діяч, соліст Хмельницької обласної філармонії, лауреат міжнародного конкурсу «Слов'янський базар».

## Життєпис
Навчався у Старосинявській неповній середній школі № 2.
З дитинства полюбив музику, займався співом та грою на трубі. У 1994 році закінчив Кам´янець-Подільське училище культури за фахом «Керівник оркестру духових інструментів».
З 1996 року оселився у місті Хмельницькому, де розпочав кар'єру співака, виступаючи на різних концертних майданчиках. З того ж часу почав брати участь у різноманітних фестивалях та вокальних конкурсах.
З 2000 є солістом естрадного оркестру Управління міністерства внутрішніх справ України в Хмельницькій області (на цей час — оркестр Головного управління Національної поліції в Хмельницькій області). Разом з оркестром побував з концертами в багатьох країнах Європи. З 2016 року очолив колектив.
З 2012 року також є солістом Хмельницької обласної філармонії.
Учасник телевізійних проектів «Караоке на Майдані» та «Шанс» (телеканал «1+1», Україна).

## Громадська діяльність

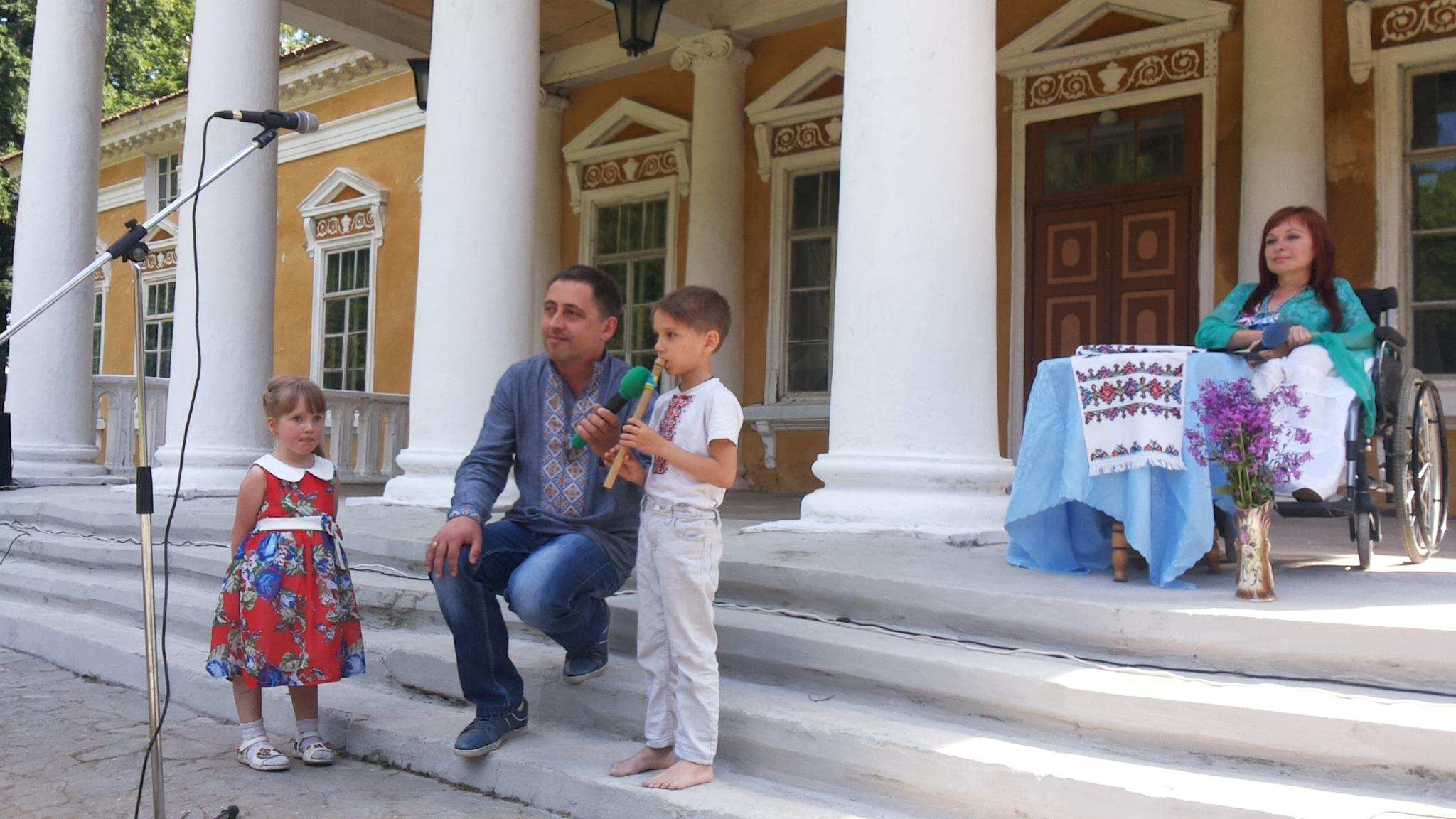
Віктор Шайда та Оксана Радушинська допомагають найменшим учасникам Імпрези по-самчиківськи

У 2010 році організував проведення благодійного концерту за участю зірок вітчизняного шоу-бізнесу з метою збору коштів для придбання лапароскопічного інструментарію для відділення малоінвазивної хірургії Хмельницької міської дитячої лікарні.
З квітня 2014 року — співорганізатор творчого волонтерського об'єднання «Мистецька подільська сотня», діяльність котрого спрямована на надання моральної та фінансової підтримки окремим підрозділам ЗСУ, Національної Гвардії та добровольчим формуванням, що беруть участь в АТО.

## Родина і сім'я
Батьки, Василь Пилипович та Надія Іванівна — селяни, Віктор — старший син. Окрім нього батьки народили та виховали ще двох дівчаток — Тетяну та Наталію.
Одружений. Дружина Ольга за фахом економіст, працює в соціальній сфері. Разом з дружиною Віктор виховує двох синів Сергія та Ґеорґія, які навчаються у Хмельницькій гімназії № 1,також додатково займаються спортом. Мешкає родина у місті Хмельницькому.

## Відзнаки
Дипломант та лауреат конкурсів: «Молодість Надзбруччя», «Червона Рута», «Море друзів».
Лауреат 2-ї премії Міжнародного фестивалю мистецтв «Слов'янський базар» (2000).